# Rezerwat przyrody Źródła Rzeki Stążki
Rezerwat przyrody Źródła Rzeki Stążki – częściowy rezerwat przyrody w Nadleśnictwie Tuchola, niedaleko miejscowości Kowalskie Błota w gminie Cekcyn. Znajduje się w granicach Tucholskiego Parku Krajobrazowego.
Rezerwat został ustanowiony zarządzeniem Ministra Ochrony Środowiska, Zasobów Naturalnych i Leśnictwa z dnia 31 grudnia 1993 r. Powierzchnia rezerwatu wynosi 250,12 ha (akt powołujący podawał 250,02 ha).
Celem ochrony jest zachowanie ze względów naukowych, dydaktycznych, krajobrazowych i turystycznych fragmentu doliny rzeki Stążki wraz z jej źródłami o wyjątkowych walorach widokowych. Rezerwat objęto ochroną czynną, niewielki fragment rezerwatu (oddział 63d) objęty jest ochroną ścisłą. 
Same źródła mają swoją nazwę Wodogrzmoty Krasnoludków. Nazwa wywodzi się od wywierzyska, z którego z dużą prędkością wypływają wody Stążki. Źródła wpisane zostały w 1991 r. do rejestru pomników przyrody.